# NGC 2796
NGC 2796 (również PGC 26178 lub UGC 4893) – galaktyka spiralna (Sa), znajdująca się w gwiazdozbiorze Raka. Odkrył ją William Herschel 13 marca 1785 roku. Jest to galaktyka aktywna.